# Pseudosuberites antarcticus
Pseudosuberites antarcticus är en svampdjursart som beskrevs av Carter 1876. Pseudosuberites antarcticus ingår i släktet Pseudosuberites och familjen Suberitidae. Inga underarter finns listade i Catalogue of Life.